# Jakow Nikolajewitsch Chalip
Jakow Nikolajewitsch Chalip (* 1908 in Sankt Petersburg; † 1980) war ein sowjetischer Fotograf.
Chalip wurde in eine Petersburger Familie von Theaterkünstlern geboren. Ab 1921 lebte er in Moskau, wo er das Staatliche Institut für Film besuchte. 1929 erhielt er sein Diplom als Kameramann und wurde Kameraassistent und Szenenfotograf. Er fotografierte für die Zeitungen Prawda, Iswestija und Krasnaja Niwa. Im Deutsch-Sowjetischen Krieg war er Frontkorrespondent für die Krasnaja Swesda. Danach arbeitete er für Ogonjok und Smena, ab 1954 für Sowjetskij Sojus.